# The Scrucialists
The Scrucialists sind eine Schweizer Band aus Basel. Sie ist neben Shabani & the Burnin’ Birds und Famara eine der bekanntesten Reggae-Formationen der Schweiz und wurde 1997 gegründet. Das Repertoire der Scrucialists reicht von Roots Reggae über Dancehall bis hin zu live gespieltem Dub.

## Bandgeschichte
Bis 1999 waren die Scrucialists auch mit einem Sänger vertreten, Richard „Ites“ White, der jedoch in seine Heimat Barbados zurückkehrte und dort sein Abschiedskonzert gab. Doch auch früher wie heute diente die Band meist als Hintergrundband ("backing band") für andere Solokünstler. 1999 gründeten Gut und Montini in einer Lagerhalle in Muttenz das hauseigene One Drop Studio, wo erste Singles aufgenommen und veröffentlicht wurden. Nach der Gründung des hauseigenen Labels One Drop Records (2000) und einem Umbau (2001) wird das Studio zunehmend von anderen Künstlern und Bands aus der Jazz- und Hip-Hop-Szene genutzt.
2002 folgte dann der internationale Durchbruch: The Scrucialists spielten auf zahlreichen Festivals in ganz Europa mit verschiedenen Solokünstlern und waren auf Kurz-Tourneen mit diversen Künstlern wie General P, Lady Saw und Namusoke. 2003 nahm die Band zusammen mit dem Ska- und Dancehall-Star King Django ein Album auf und tourte mit diesem vier Wochen lang durch Europa. Weitere Auftritte mit den Schweizer Hip-Hop-Formationen TAFS und Brandhärd folgten. 2004 traten sie am heimischen Imagine-Festival in Basel auf.
Im Sommer 2005 unterstützten die Scrucialists als Hintergrundband Ward 21 auf einigen Festivals sowie Half Pint auf einigen Konzerten. Danach reiste die Band mit ihren eigenen Riddims nach Jamaika, um dort den Gesang für ihr Album All The Way aufzunehmen, welches im Oktober 2005 erschienen ist. Darauf zu hören sind neben Ward 21 auch Turbulence, Luciano und Mykal Rose.

## Diskografie

### Singles
- Dreamer (1999) (mit Richard "Ites" White)
- Longtime (2000) (mit Richard "Ites" White)

### Alben
- Dubwise (2000) (Live-Album)
- Prepare Yourself (2002) (mit General P)
- King Django Meets The Scrucialists (2003) (mit King Django)
- 44Live! (2004) (mit TAFS) (Live-Album)
- All The Way (2005)